# F. S. L. Lyons
Francis Stewart Leland Lyons (Derry, Irlanda do Norte, 1923–Dublin, 1983) foi um historiador irlandês. Estudou em Tunbridge Wells, The High School e no Trinity College.
Ensinou História na Universidade de Hull e no Trinity College em Dublin, antes de ser Professor de História na Universidade de Kent em 1964. Foi também fellow da Royal Society of Literature.

## Obras
As obras de Lyons incluem:
- The Irish Parliamentary Party, 1890-1910 (1951)
- The Fall of Parnell 1890-91 (1960)
- John Dillon: A Biography (1968)
- Ireland Since the Famine (1971)
- Charles Stewart Parnell (1977)
- Culture and Anarchy in Ireland, 1890-1939 (1979)